# Esref Armagan
Esref Armagan é um pintor cego nascido na Turquia.O artista turco de 53 anos impressiona a qualquer um com a sua façanha.Ele é cego de nascença e pinta utilizando uma técnica considerada dificílima a perspectiva de três pontos.Conseguir pintar sem enxergar nada é algo extraordinário  até mesmo para a compreensão da comunidade científica mundial.
Fez parte do documentário Os Super Humanos, do canal de televisão por assinatura Discovery Channel.